# Гаркуша Микола Євтихійович
Микола Євтихійович Гаркуша (12 грудня 1905 — 17 грудня 1944) — Майор РСЧА, учасник Другої світової війни, Герой Радянського Союзу (1943). Командир 1129-го стрілецького полку 337-ї Лубненської стрілецької дивізії 40-ї армії Воронезького фронту.

## Біографія
Народився 12 грудня 1905 року у селі Васильківка, нині селище міського типу Дніпропетровської області, у селянській родині. Українець. Член ВКП(б) із 1940 року. Закінчив 4 класи. Працював на залізниці.
У Червоній Армії з вересня 1927 року. У діючій армії з серпня 1941 року.
1129-й стрілецький полк (337-а стрілецька дивізія, 40-а армія, Воронезький фронт) під командуванням майора Миколи Гаркуші при наступі на київському напрямку, під час битви за Дніпро, 11 вересня 1943 року в боях за місто Гадяч Полтавської області України. форсував річку Псел і увірвався до міста, яке цього ж дня було повністю звільнено від фашистських окупантів.
18 вересня 1943 року 1129-й стрілецький полк майора Гаркуші Н. Є. опанував місто Лубни Полтавської області, і, розвиваючи наступ, вийшов до річки Дніпро, а 25 вересня 1943 року переправився через Дніпро в районі села Зарубинці Канівського району Черкаської області України, захопивши плацдарм.
Указом Президії Верховної Ради СРСР від 23 жовтня 1943 року за вміле командування стрілецьким полком, зразкове виконання бойових завдань командування на фронті боротьби з німецько-фашистськими загарбниками і виявлені при цьому мужність і героїзм майору Гаркуші Миколі Євтихієвічу присвоєно звання Герой Радянського союзу з удостоєнням ордена «Золота Зірка» (№ 1196).
Командир полку М. Є. Гаркуша загинув смертю хоробрих 17 грудня 1944 року у боях під угорським містом Мішкольц. Похований із військовими почестями у місті Станіславів, (нині Україна).

## Нагороди
Орден Леніна
Орден Червоного Прапора
Орден Суворова 3-го ступеня
Орден Вітчизняної війни 1-го ступеня
Орден Червоної Зірки
Герой Радянського Союзу

## Вшанування пам'яті
В місті Івано-Франківськ до 2022 року була вулиця названа в честь Миколи Гаркуші рішенням міської ради вулицю перейменовано на честь солдата СС Галичина Михайла Мулика, який не був реабілітований Радянським Союзом чи Україною, за участь в Колабораціонізмі у Другій світовій війні